# Woolley Colliery
Woolley Colliery – wieś w Anglii, w hrabstwie ceremonialnym West Yorkshire, w dystrykcie metropolitalnym Wakefield. Leży 21 km na południe od miasta Leeds i 253 km na północ od Londynu.